# Нівка (Дравський повіт)
Нівка (пол. Niwka, нім. Hohenfelde) — село в Польщі, у гміні Чаплінек Дравського повіту Західнопоморського воєводства.
Населення — 196 осіб (2011).
У 1975-1998 роках село належало до Кошалінського воєводства.

## Демографія
Демографічна структура станом на 31 березня 2011 року:
|          | Загалом | Допрацездатний вік | Працездатний вік | Постпрацездатний вік |
| -------- | ------- | ------------------ | ---------------- | -------------------- |
| Чоловіки | 97      | 14                 | 75               | 8                    |
| Жінки    | 99      | 25                 | 59               | 15                   |
| Разом    | 196     | 39                 | 134              | 23                   |